# Cai Yuanpei

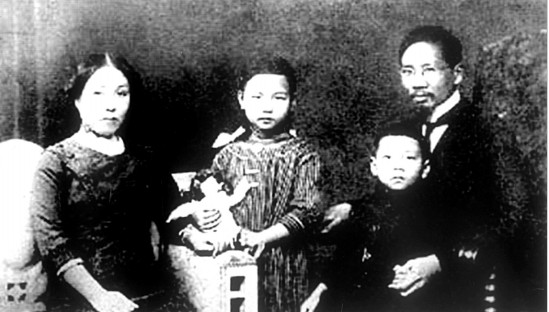
Cai Yuanpei i la seva família a Alemanya

Cai Yuanpei (en xinès: 蔡元培; en pinyin: Cài Yuánpéi) fou un pedagog, filòsof, professor d'universitat, anarquista, esperantista que va néixer el dia 11 de gener de 1868 (altres fonts mencionen 1866) a Shanying (actualment Shaoxing, província de Zhejiang) i va morir el 5 de març de 1940, als 72 anys, a Hong Kong.

## Biografia
Després d'estudiar a l'Acadèmia Hanlin i superar els exàmens imperials, Cai Yuanpei va desenvolupar diferents càrrecs educatius al seu país, entre ells professor de xinès i director a l'escola pública Nan Yang (actualment la Universitat Jiao Tong de Shanghai). Als primers anys del segle xx va desenvolupar un important paper de resistència front a la dinastia Qing, creant el 1904 l'associació Guangfuhui i unint-se a la Tongmenghui mentre residia a París. Va complementar la seva formació a Europa estudiant Filosofia, Psicologia i Història de l'Art a la Universitat de Leipzig. De tornada al seu pais va arribar a ser rector de la Universitat de Beijing entre 1917 i 1919. Allà va procurar crear un nucli obert a les idees i ciències d'occident i on hi fossin present diverses ideologies.Professors com Chen Duxiu, Liu Shipei i Hu Shi van poder impartir classesen un clima de gran tolerància acadèmica. Vinculat al Moviment per la Nova Cultura i al Moviment del Quatre de Maig, va acabar dimitint arran de la repressió dels estudiants que havien realitzat protestes. El 1928, va ser un dels fundadors i president de l'Acadèmia Sínica. Va donar suport al Kuomintang en els seus esforços per unificar la Xina. El 1932 va fundar la Lliga xinesa de defensa dels drets civils, amb Lu Xun i Soong Ching-ling, amb problemes de salut va decidir viure a Hong Kong, amb motiu de l'avenç nipó a la Segona Guerra Sinojaponesa.